# Coso (mitología)

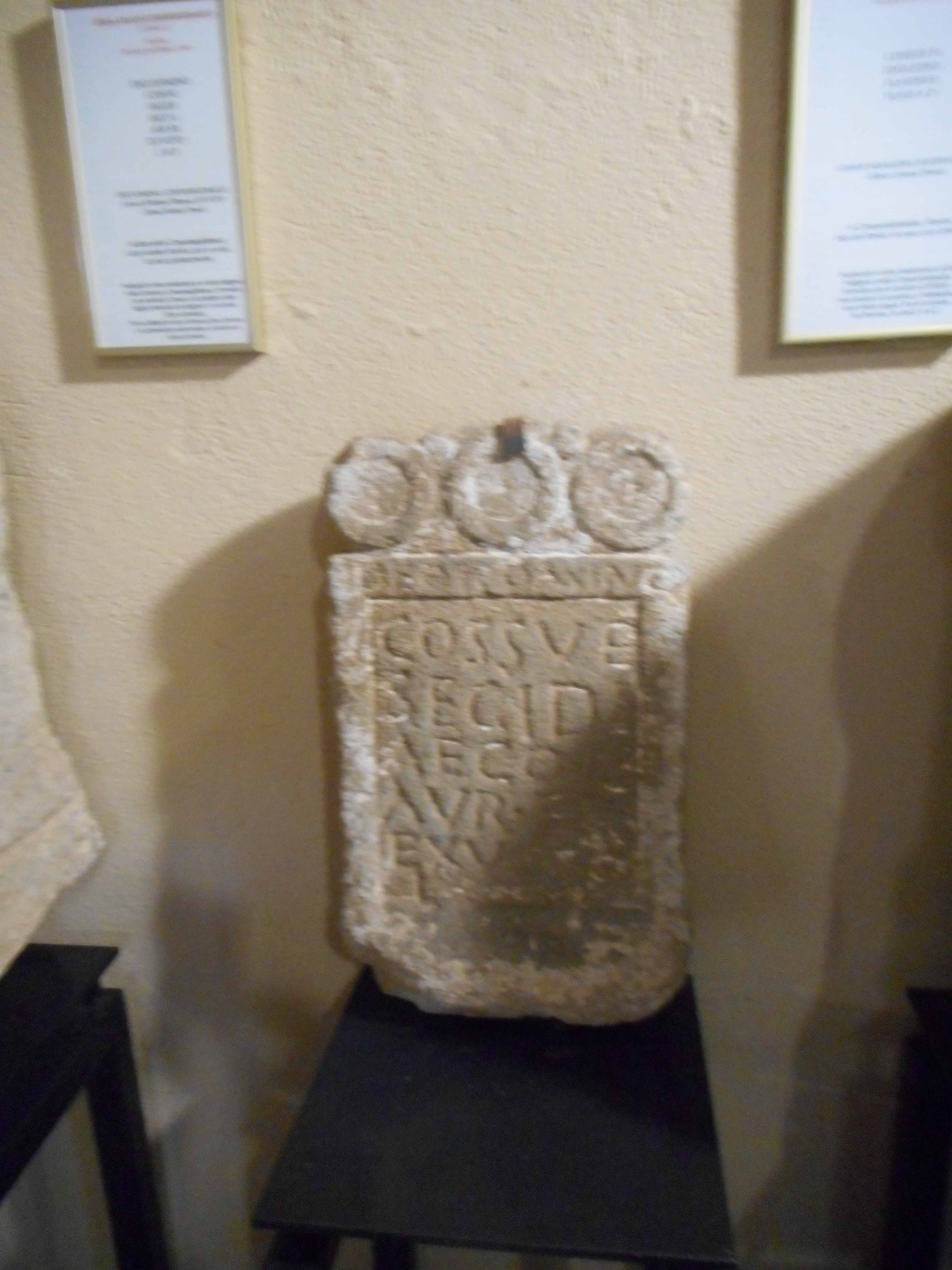
Inscripción votiva romana (AE 1967, 232 = EAstorga 105 = IRPLeon 58 = ERPLeon 11) procedente de Arlanza (León) dedicada a Coso Segidiaeco por Lucio Aurelio Frontón.

Bajo el nombre de Coso y otras variantes del mismo radical se documenta un dios del noroeste de la península ibérica que los romanos asimilaron a Marte y, en ocasiones, con Mercurio. Es muy probable que a él se refiera Estrabón cuando dice que los montañeses (galaicos, astures y cántabros, según indica más adelante) comen principalmente chivos y sacrifican a Ares un chivo, cautivos de guerra y caballos.
Este Ares-Coso es el dios de los guerreros que constituyen una hermandad que se reúne en banquetes rituales bajo una organización fuertemente jerarquizada; así parece deducirse del epíteto Eneco, es decir, el Coso de la Asamblea de Guerreros. En tales reuniones, seguramente a las que no podían asistir quienes no fueran miembros, es decir, del grupo de los guerreros, sería en las que se sacrificarían los enemigos con el objetivo de apropiarse de su potencialidad bélica, rito muy extendido en sociedades dispares. Topónimos y antropónimos formados sobre este radical son muy freucentes en el área en que se supone se rindió culto al dios Coso.